# Mistrzostwa Świata w Piłce Ręcznej Mężczyzn 2015 (eliminacje)
Kwalifikacje do Mistrzostw Świata w Piłce Ręcznej Mężczyzn 2015 miały na celu wyłonienie męskich reprezentacji narodowych w piłce ręcznej, które wystąpiły w finałach tego turnieju.

## Informacje ogólne
Turniej finałowy organizowanych przez IHF mistrzostw świata odbył się w Katarze w styczniu 2015 roku i wzięły w nim udział dwadzieścia cztery drużyny. Automatycznie do mistrzostw zakwalifikowała się reprezentacja Hiszpanii jako mistrz świata z 2013 i Katar jako organizator imprezy. O pozostałe 22 miejsca odbywały się kontynentalne kwalifikacje. Wolne miejsca zostały podzielone według następującego klucza geograficznego: Europie przydzielono 12 miejsc, Ameryce (Południowej wspólnie z Północną), Azji i Afryce przyznano po trzy miejsca, a jedno Oceanii.

## Zakwalifikowane zespoły
| Kraj                         | Strefa kwalifikacyjna                | Mistrzostwa 2013 |
| ---------------------------- | ------------------------------------ | ---------------- |
| Katar                        | Gospodarz                            | 20. miejsce      |
| Hiszpania                    | Mistrz świata 2013                   | Mistrzostwo      |
| Francja                      | Mistrz Europy 2014                   | 6. miejsce       |
| Dania                        | Mistrzostwa Europy 2014 - 2. miejsce | 2. miejsce       |
| Chorwacja                    | Mistrzostwa Europy 2014 - 4. miejsce | 3. miejsce       |
| Algieria                     | Mistrz Afryki 2014                   | 17. miejsce      |
| Tunezja                      | Mistrzostwa Afryki 2014 - 2. miejsce | 11. miejsce      |
| Egipt                        | Mistrzostwa Afryki 2014 - 3. miejsce | 16. miejsce      |
| Bahrajn                      | Mistrzostwa Azji 2014 – 2. miejsce   | –                |
| Arabia Saudyjska             | Dzika karta                          | 19. miejsce      |
| Iran                         | Mistrzostwa Azji 2014 - 3. miejsce   | –                |
| Zjednoczone Emiraty Arabskie | Mistrzostwa Azji 2014 - 4. miejsce   | –                |
| Islandia                     | Dzika karta                          | 12. miejsce      |
| Australia                    | Mistrz Oceanii                       | 24. miejsce      |
| Niemcy                       | Dzika karta                          | 5. miejsce       |
| Argentyna                    | Mistrz Ameryki                       | 18. miejsce      |
| Brazylia                     | Mistrzostwa Ameryki - 2. miejsce     | 13. miejsce      |
| Chile                        | Mistrzostwa Ameryki - 3. miejsce     | 23. miejsce      |
| Polska                       | europejski play-off                  | 9. miejsce       |
| Szwecja                      | europejski play-off                  | -                |
| Rosja                        | europejski play-off                  | 7. miejsce       |
| Macedonia Północna           | europejski play-off                  | 14. miejsce      |
| Austria                      | europejski play-off                  | -                |
| Bośnia i Hercegowina         | europejski play-off                  | -                |
| Czechy                       | europejski play-off                  | -                |
| Słowenia                     | europejski play-off                  | 4. miejsce       |
| Białoruś                     | europejski play-off                  | 15. miejsce      |

W lipcu 2014 roku doszło do zmiany jednego z uczestników. Australia została wykluczona z turnieju ze względu na fakt, iż w Oceanii nie ma kontynentalnej federacji uznanej przez IHF. Podczas posiedzenia Rady IHF w Zagrzebiu zdecydowano, iż w miejsce Australii zostanie przyjęty do turnieju uczestnik, który otrzyma tzw. dziką kartę. Głównym kryterium były wyniki na poprzednich mistrzostwach. Wobec tego zdecydowano, że dziką kartę dostaną Niemcy.
7 i 10 listopada 2014 roku z powodów politycznych z turnieju wycofały się odpowiednio Bahrajn i Zjednoczone Emiraty Arabskie. 21 listopada Rada IHF podjęła decyzję, iż dziką kartę dostaną Arabia Saudyjska i Islandia, jednocześnie Rada IHF wymierzyła krajowym federacjom piłki ręcznej Bahrajnu i Zjednoczonym Emiratom Arabskim karę finansową w wysokości 100 tysięcy franków szwajcarskich za wycofanie się z mistrzostw świata po losowaniu grup.

## Eliminacje
| Kontynent | Związek | Miejsca   | Turniej                         | World Map IHF |
| Europa    | EHF     | 3 miejsca | Mistrzostwa Europy 2014         | World Map IHF |
| Europa    | EHF     | 9 miejsc  | Europejski turniej eliminacyjny | World Map IHF |
| Afryka    | CAHB    | 3 miejsca | Mistrzostwa Afryki 2014         | World Map IHF |
| Azja      | AHF     | 3 miejsca | Mistrzostwa Azji 2014           | World Map IHF |
| Ameryka   | PATHF   | 3 miejsca | Mistrzostwa Ameryki 2014        | World Map IHF |
| Oceania   | OHF     | 1 miejsce | Puchar Narodów Oceanii 2014     | World Map IHF |

## Europa
Zgłoszenia chętnych do udziału zespołów EHF przyjmował od 8 maja do 7 czerwca 2013 roku, planując przeprowadzenie losowania grup w czerwcu 2013 roku. 17 czerwca 2013 roku ogłoszono, iż chęć udziału w mistrzostwach świata wyraziło 37 europejskich federacji piłki ręcznej, cztery dni później na spotkaniu Zarządu EHF ustalono zaś schemat kwalifikacji.
Szesnaście reprezentacji uczestniczyć będzie w turnieju głównym ME, którego trzy najlepsze zespoły, oprócz obrońców trofeum – Hiszpanii, uzyskają bezpośredni awans, dwadzieścia natomiast, podzielone na pięć czterozespołowych grup, rozegra turnieje o pięć miejsc uprawniających do udziału w fazie play-off. Reprezentacja Niemiec natomiast, jako druga najlepsza drużyna spośród tych, które zajęły trzecie miejsca w eliminacjach do ME 2014 zyskała awans do fazy play-off i dołączyli do niej zwycięzcy grup eliminacyjnych, a także dwanaście drużyn, które nie uzyskały awansu z mistrzostw kontynentu. Zespoły te podzielone na dziewięć par w losowaniu zaplanowanym na 26 stycznia 2014 roku rozegrały pomiędzy sobą w czerwcu 2014 roku dwumecze o awans do turnieju głównego mistrzostw świata.

### Europejski turniej eliminacyjny – faza grupowa
Losowanie grup odbyło się 27 czerwca 2013 roku w siedzibie EHF w Wiedniu, dwadzieścia drużyn podzielonych zostało na trzy koszyki według wyników osiągniętych w eliminacjach do ME 2014 – odpowiednio zespoły z miejsc trzecich i czwartych w drugiej fazie eliminacji oraz te, które wystąpiły jedynie w pierwszej fazie.
| Koszyk 1   |
| ---------- |
| Litwa      |
| Holandia   |
| Portugalia |
| Słowenia   |
| Słowacja   |

| Koszyk 2             |
| -------------------- |
| Bośnia i Hercegowina |
| Izrael               |
| Łotwa                |
| Rumunia              |
| Szwajcaria           |
| Turcja               |
| Ukraina              |

| Koszyk 3   |
| ---------- |
| Belgia     |
| Cypr       |
| Estonia    |
| Finlandia  |
| Gruzja     |
| Grecja     |
| Włochy     |
| Luksemburg |

W wyniku losowania utworzono pięć grup po cztery zespoły, które rywalizowały następnie systemem ligowym.
| Grupa A   | Grupa B  | Grupa C    | Grupa D  | Grupa E              |
| --------- | -------- | ---------- | -------- | -------------------- |
| Litwa     | Słowacja | Słowenia   | Holandia | Portugalia           |
| Turcja    | Rumunia  | Ukraina    | Izrael   | Bośnia i Hercegowina |
| Gruzja    | Cypr     | Szwajcaria | Grecja   | Łotwa                |
| Finlandia | Włochy   | Luksemburg | Belgia   | Estonia              |

Rozgrywki grupowe przeprowadzono w sześciu terminach:
- Runda 1: 30-31 października 2013
- Runda 2: 2-3 listopada 2013
- Runda 3: 2 stycznia 2014
- Runda 4: 4-5 stycznia 2014
- Runda 5: 8-9 stycznia 2014
- Runda 6: 11-12 stycznia 2014.

#### Grupa 1
| 30 października 201319:00 | Finlandia | 26:20(15:12) | Turcja | Energia Areena, Vantaa Widzów: 1 987 Sędzia: Cindrić, Gonzurek |
| 30 października 201319:00 |           | 26:20(15:12) |        | Energia Areena, Vantaa Widzów: 1 987 Sędzia: Cindrić, Gonzurek |

| 30 października 201318:45 | Litwa | 23:17(12:7) | Gruzja | Cido Arena, Poniewież Widzów: 500 Sędzia: Novikov, Perepilitsy |
| 30 października 201318:45 |       | 23:17(12:7) |        | Cido Arena, Poniewież Widzów: 500 Sędzia: Novikov, Perepilitsy |

| 3 listopada 201316:00 | Turcja | 20:23(11:9) | Litwa | THF Spor Salonu, Ankara Widzów: 600 Sędzia: Konjičanin, Konjičanin |
| 3 listopada 201316:00 |        | 20:23(11:9) |       | THF Spor Salonu, Ankara Widzów: 600 Sędzia: Konjičanin, Konjičanin |

| 3 listopada 201318:00 | Gruzja | 26:19(8:10) | Finlandia | Arena Sport Complex, Tbilisi Widzów: 3 000 Sędzia: Ben-Dan, Faran |
| 3 listopada 201318:00 |        | 26:19(8:10) |           | Arena Sport Complex, Tbilisi Widzów: 3 000 Sędzia: Ben-Dan, Faran |

| 2 stycznia 201418:00 | Turcja | 29:23(14:8) | Gruzja | THF Spor Salonu, Ankara Widzów: 500 Sędzia: Hájek, Macho |
| 2 stycznia 201418:00 |        | 29:23(14:8) |        | THF Spor Salonu, Ankara Widzów: 500 Sędzia: Hájek, Macho |

| 2 stycznia 201419:00 | Finlandia | 20:20(10:10) | Litwa | Energia Areena, Vantaa Widzów: 1 300 Sędzia: Nabokau, Kulik |
| 2 stycznia 201419:00 |           | 20:20(10:10) |       | Energia Areena, Vantaa Widzów: 1 300 Sędzia: Nabokau, Kulik |

| 4 stycznia 201417:00 | Litwa | 24:23(10:13) | Finlandia | Siemens Arena, Wilno Widzów: 1 900 Sędzia: Argyridis, Mouttas |
| 4 stycznia 201417:00 |       | 24:23(10:13) |           | Siemens Arena, Wilno Widzów: 1 900 Sędzia: Argyridis, Mouttas |

| 5 stycznia 201418:00 | Gruzja | 33:26(19:15) | Turcja | Tbilisi Sports Palace, Tbilisi Widzów: 2 500 Sędzia: Harabagiu, Stanescu |
| 5 stycznia 201418:00 |        | 33:26(19:15) |        | Tbilisi Sports Palace, Tbilisi Widzów: 2 500 Sędzia: Harabagiu, Stanescu |

| 8 stycznia 201418:00 | Gruzja | 26:23(15:12) | Litwa | Tbilisi Sports Palace, Tbilisi Widzów: 2 700 Sędzia: Zendali, Riello |
| 8 stycznia 201418:00 |        | 26:23(15:12) |       | Tbilisi Sports Palace, Tbilisi Widzów: 2 700 Sędzia: Zendali, Riello |

| 8 stycznia 201418:00 | Turcja | 25:19(11:9) | Finlandia | THF Spor Salonu, Ankara Widzów: 200 Sędzia: Vesović, Mitrović |
| 8 stycznia 201418:00 |        | 25:19(11:9) |           | THF Spor Salonu, Ankara Widzów: 200 Sędzia: Vesović, Mitrović |

| 11 stycznia 201417:00 | Finlandia | 36:24(16:10) | Gruzja | Sisu Arena, Karis Widzów: 860 Sędzia: Thomassen, Schmack |
| 11 stycznia 201417:00 |           | 36:24(16:10) |        | Sisu Arena, Karis Widzów: 860 Sędzia: Thomassen, Schmack |

| 12 stycznia 201417:00 | Litwa | 32:26(18:13) | Turcja | Siemens Arena, Wilno Widzów: 1 500 Sędzia: Cvetko, Kavalar |
| 12 stycznia 201417:00 |       | 32:26(18:13) |        | Siemens Arena, Wilno Widzów: 1 500 Sędzia: Cvetko, Kavalar |

#### Grupa 2
| 30 października 201319:15 | Słowacja | 35:14(16:5) | Cypr | Športová hala, Powaska Bystrzyca Widzów: 1 400 Sędzia: Geraets, Geraets |
| 30 października 201319:15 |          | 35:14(16:5) |      | Športová hala, Powaska Bystrzyca Widzów: 1 400 Sędzia: Geraets, Geraets |

| 31 października 201320:00 | Włochy | 22:23(9:11) | Rumunia | Palasport Giovanni Paolo II, Pescara Widzów: 1 700 Sędzia: Mitrevski, Todorovski |
| 31 października 201320:00 |        | 22:23(9:11) |         | Palasport Giovanni Paolo II, Pescara Widzów: 1 700 Sędzia: Mitrevski, Todorovski |

| 3 listopada 201317:30 | Rumunia | 32:24(14:10) | Słowacja | Sala Polivalentă, Bukareszt Widzów: 1 800 Sędzia: Schulze, Tönnies |
| 3 listopada 201317:30 |         | 32:24(14:10) |          | Sala Polivalentă, Bukareszt Widzów: 1 800 Sędzia: Schulze, Tönnies |

| 3 listopada 201319:00 | Cypr | 29:36(15:18) | Włochy | Cyprus College Athletic Centre, Nikozja Widzów: 300 Sędzia: Sirbu, Suponicov |
| 3 listopada 201319:00 |      | 29:36(15:18) |        | Cyprus College Athletic Centre, Nikozja Widzów: 300 Sędzia: Sirbu, Suponicov |

| 2 stycznia 201418:00 | Rumunia | 36:19(18:10) | Cypr | Sala Polivalentă, Bukareszt Widzów: 1 000 Sędzia: Martens, Verdonck |
| 2 stycznia 201418:00 |         | 36:19(18:10) |      | Sala Polivalentă, Bukareszt Widzów: 1 000 Sędzia: Martens, Verdonck |

| 2 stycznia 201420:00 | Włochy | 26:34(14:16) | Słowacja | Palazzetto dello Sport Santa Filomena, Chieti Widzów: 1 500 Sędzia: Kouz, Zhoba |
| 2 stycznia 201420:00 |        | 26:34(14:16) |          | Palazzetto dello Sport Santa Filomena, Chieti Widzów: 1 500 Sędzia: Kouz, Zhoba |

| 4 stycznia 201417:00 | Słowacja | 28:21(13:10) | Włochy | Športová hala, Hlohovec Widzów: 1 900 Sędzia: Jaskins, Zabko |
| 4 stycznia 201417:00 |          | 28:21(13:10) |        | Športová hala, Hlohovec Widzów: 1 900 Sędzia: Jaskins, Zabko |

| 5 stycznia 201418:00 | Cypr | 30:31(16:15) | Rumunia | Cyprus College Athletic Centre, Nikozja Widzów: 220 Sędzia: Jović, Arnautović |
| 5 stycznia 201418:00 |      | 30:31(16:15) |         | Cyprus College Athletic Centre, Nikozja Widzów: 220 Sędzia: Jović, Arnautović |

| 8 stycznia 201418:00 | Rumunia | 34:29(20:13) | Włochy | Sala Polivalentă, Bukareszt Widzów: 1 500 Sędzia: Brunner, Salah |
| 8 stycznia 201418:00 |         | 34:29(20:13) |        | Sala Polivalentă, Bukareszt Widzów: 1 500 Sędzia: Brunner, Salah |

| 8 stycznia 201419:00 | Cypr | 18:20(9:11) | Słowacja | Cyprus College Athletic Centre, Nikozja Widzów: 160 Sędzia: Sekulić, Jovandić |
| 8 stycznia 201419:00 |      | 18:20(9:11) |          | Cyprus College Athletic Centre, Nikozja Widzów: 160 Sędzia: Sekulić, Jovandić |

| 11 stycznia 201417:00 | Słowacja | 27:25(11:10) | Rumunia | Mestská športová hala, Šaľa Widzów: 3 000 Sędzia: Caçador, Nicolau |
| 11 stycznia 201417:00 |          | 27:25(11:10) |         | Mestská športová hala, Šaľa Widzów: 3 000 Sędzia: Caçador, Nicolau |

| 12 stycznia 201420:00 | Włochy | 34:28(21:10) | Cypr | Palazzetto dello Sport, Andria Widzów: 2 500 Sędzia: Hofer, Schmidhuber |
| 12 stycznia 201420:00 |        | 34:28(21:10) |      | Palazzetto dello Sport, Andria Widzów: 2 500 Sędzia: Hofer, Schmidhuber |

#### Grupa 3
| 30 października 201319:30 | Luksemburg | 34:38(16:20) | Ukraina | Centre National Sportif et Culturel, Luksemburg Widzów: 1 000 Sędzia: Lillepea, Kull |
| 30 października 201319:30 |            | 34:38(16:20) |         | Centre National Sportif et Culturel, Luksemburg Widzów: 1 000 Sędzia: Lillepea, Kull |

| 30 października 201320:00 | Słowenia | 33:30(18:13) | Szwajcaria | Rdeča dvorana, Velenje Widzów: 1 500 Sędzia: Gousko, Repkin |
| 30 października 201320:00 |          | 33:30(18:13) |            | Rdeča dvorana, Velenje Widzów: 1 500 Sędzia: Gousko, Repkin |

| 3 listopada 201315:30 | Szwajcaria | 32:23(15:9) | Luksemburg | Zürich Saalsporthalle, Zurych Widzów: 1 300 Sędzia: Guðjónsson, Samuelsen |
| 3 listopada 201315:30 |            | 32:23(15:9) |            | Zürich Saalsporthalle, Zurych Widzów: 1 300 Sędzia: Guðjónsson, Samuelsen |

| 3 listopada 201317:30 | Ukraina | 32:28(16:15) | Słowenia | Palace of Sports „Yunost”, Zaporoże Widzów: 800 Sędzia: Horáček, Novotný |
| 3 listopada 201317:30 |         | 32:28(16:15) |          | Palace of Sports „Yunost”, Zaporoże Widzów: 800 Sędzia: Horáček, Novotný |

| 2 stycznia 201417:30 | Ukraina | 34:34(21:16) | Szwajcaria | Palace of Sports „Yunost”, Zaporoże Widzów: 1 000 Sędzia: Brunovský, Čanda |
| 2 stycznia 201417:30 |         | 34:34(21:16) |            | Palace of Sports „Yunost”, Zaporoże Widzów: 1 000 Sędzia: Brunovský, Čanda |

| 2 stycznia 201419:30 | Luksemburg | 16:36(7:13) | Słowenia | Centre Sportif, Differdange Widzów: 600 Sędzia: Hermann, Madsen |
| 2 stycznia 201419:30 |            | 16:36(7:13) |          | Centre Sportif, Differdange Widzów: 600 Sędzia: Hermann, Madsen |

| 5 stycznia 201415:30 | Szwajcaria | 31:32(17:16) | Ukraina | BBC Arena, Szafuza Widzów: 1 750 Sędzia: Elíasson, Pálsson |
| 5 stycznia 201415:30 |            | 31:32(17:16) |         | BBC Arena, Szafuza Widzów: 1 750 Sędzia: Elíasson, Pálsson |

| 5 stycznia 201418:30 | Słowenia | 37:26(19:13) | Luksemburg | Rdeča dvorana, Velenje Widzów: 1 000 Sędzia: Scevola, Alperan |
| 5 stycznia 201418:30 |          | 37:26(19:13) |            | Rdeča dvorana, Velenje Widzów: 1 000 Sędzia: Scevola, Alperan |

| 9 stycznia 201416:45 | Ukraina | 34:22(15:12) | Luksemburg | Palace of Sports „Yunost”, Zaporoże Widzów: 1 500 Sędzia: Yudchyts, Kot |
| 9 stycznia 201416:45 |         | 34:22(15:12) |            | Palace of Sports „Yunost”, Zaporoże Widzów: 1 500 Sędzia: Yudchyts, Kot |

| 9 stycznia 201420:00 | Szwajcaria | 23:31(12:19) | Słowenia | BBC Arena, Szafuza Widzów: 750 Sędzia: Pichon, Reveret |
| 9 stycznia 201420:00 |            | 23:31(12:19) |          | BBC Arena, Szafuza Widzów: 750 Sędzia: Pichon, Reveret |

| 12 stycznia 201417:00 | Luksemburg | 23:28(14:13) | Szwajcaria | Centre National Sportif et Culturel, Luksemburg Widzów: 400 Sędzia: Bol, van Eck |
| 12 stycznia 201417:00 |            | 23:28(14:13) |            | Centre National Sportif et Culturel, Luksemburg Widzów: 400 Sędzia: Bol, van Eck |

| 12 stycznia 201418:00 | Słowenia | 35:23(15:10) | Ukraina | Rdeča dvorana, Velenje Widzów: 2 000 Sędzia: Cohen, Peretz |
| 12 stycznia 201418:00 |          | 35:23(15:10) |         | Rdeča dvorana, Velenje Widzów: 2 000 Sędzia: Cohen, Peretz |

#### Grupa 4
| 30 października 201319:30 | Holandia | 25:20(12:10) | Grecja | XL Sittard, Sittard Widzów: 1 502 Sędzia: Boričić, Marković |
| 30 października 201319:30 |          | 25:20(12:10) |        | XL Sittard, Sittard Widzów: 1 502 Sędzia: Boričić, Marković |

| 30 października 201320:00 | Belgia | 29:28(17:14) | Izrael | Topsporthal Vlaanderen, Gandawa Widzów: 1 800 Sędzia: Pandžić, Šatordžija |
| 30 października 201320:00 |        | 29:28(17:14) |        | Topsporthal Vlaanderen, Gandawa Widzów: 1 800 Sędzia: Pandžić, Šatordžija |

| 3 listopada 201319:45 | Izrael | 28:26(15:12) | Holandia | Maccabi House Arena, Riszon le-Cijjon Widzów: 1 000 Sędzia: Kolevski, Krkačev |
| 3 listopada 201319:45 |        | 28:26(15:12) |          | Maccabi House Arena, Riszon le-Cijjon Widzów: 1 000 Sędzia: Kolevski, Krkačev |

| 3 listopada 201320:00 | Grecja | 31:25(16:13) | Belgia | Liossion Indoor Arena, Ateny Widzów: 1 000 Sędzia: Mishchuk, Rozhkov |
| 3 listopada 201320:00 |        | 31:25(16:13) |        | Liossion Indoor Arena, Ateny Widzów: 1 000 Sędzia: Mishchuk, Rozhkov |

| 2 stycznia 201419:45 | Izrael | 31:24(16:13) | Grecja | Maccabi House Arena, Riszon le-Cijjon Widzów: 1 100 Sędzia: Jurinović, Mrvica |
| 2 stycznia 201419:45 |        | 31:24(16:13) |        | Maccabi House Arena, Riszon le-Cijjon Widzów: 1 100 Sędzia: Jurinović, Mrvica |

| 2 stycznia 201420:10 | Belgia | 28:22(12:9) | Holandia | Sporthal Alverberg, Hasselt Widzów: 1 700 Sędzia: Frieser, Frieser |
| 2 stycznia 201420:10 |        | 28:22(12:9) |          | Sporthal Alverberg, Hasselt Widzów: 1 700 Sędzia: Frieser, Frieser |

| 5 stycznia 201414:00 | Holandia | 27:21(14:10) | Belgia | XL Sittard, Sittard Widzów: 2 000 Sędzia: Baranowski, Lemanowicz |
| 5 stycznia 201414:00 |          | 27:21(14:10) |        | XL Sittard, Sittard Widzów: 2 000 Sędzia: Baranowski, Lemanowicz |

| 5 stycznia 201417:00 | Grecja | 31:28(16:15) | Izrael | Alexandreio Melathron, Saloniki Widzów: 1 000 Sędzia: Gasmi, Gasmi |
| 5 stycznia 201417:00 |        | 31:28(16:15) |        | Alexandreio Melathron, Saloniki Widzów: 1 000 Sędzia: Gasmi, Gasmi |

| 8 stycznia 201419:00 | Grecja | 24:19(11:7) | Holandia | Alexandreio Melathron, Saloniki Widzów: 960 Sędzia: Pavel, State |
| 8 stycznia 201419:00 |        | 24:19(11:7) |          | Alexandreio Melathron, Saloniki Widzów: 960 Sędzia: Pavel, State |

| 8 stycznia 201419:45 | Izrael | 27:25(12:11) | Belgia | Maccabi House Arena, Riszon le-Cijjon Widzów: 1 140 Sędzia: Pavićević, Ražnatović |
| 8 stycznia 201419:45 |        | 27:25(12:11) |        | Maccabi House Arena, Riszon le-Cijjon Widzów: 1 140 Sędzia: Pavićević, Ražnatović |

| 11 stycznia 201420:30 | Belgia | 30:30(14:13) | Grecja | Hall omnisport La Préalle, Herstal Widzów: 1 200 Sędzia: Andorka, Hucker |
| 11 stycznia 201420:30 |        | 30:30(14:13) |        | Hall omnisport La Préalle, Herstal Widzów: 1 200 Sędzia: Andorka, Hucker |

| 12 stycznia 201414:00 | Holandia | 34:24(14:11) | Izrael | XL Sittard, Sittard Widzów: 1 100 Sędzia: Johansson, Kliko |
| 12 stycznia 201414:00 |          | 34:24(14:11) |        | XL Sittard, Sittard Widzów: 1 100 Sędzia: Johansson, Kliko |

#### Grupa 5
| 30 października 201321:00 | Portugalia | 26:29(9:13) | Łotwa | Pavilhão Gimnodesportivo, Nazaré Widzów: 2 000 Sędzia: Kékes, Kékes |
| 30 października 201321:00 |            | 26:29(9:13) |       | Pavilhão Gimnodesportivo, Nazaré Widzów: 2 000 Sędzia: Kékes, Kékes |

| 31 października 201319:00 | Estonia | 26:29(13:18) | Bośnia i Hercegowina | Kalevi spordihall, Tallinn Widzów: 1 308 Sędzia: Olesen, Pedersen |
| 31 października 201319:00 |         | 26:29(13:18) |                      | Kalevi spordihall, Tallinn Widzów: 1 308 Sędzia: Olesen, Pedersen |

| 3 listopada 201315:05 | Łotwa | 35:25(18:13) | Estonia | Dobeles sporta centrā, Dobele Widzów: 1 150 Sędzia: Kiyashko, Kiselev |
| 3 listopada 201315:05 |       | 35:25(18:13) |         | Dobeles sporta centrā, Dobele Widzów: 1 150 Sędzia: Kiyashko, Kiselev |

| 3 listopada 201317:00 | Bośnia i Hercegowina | 31:29(13:14) | Portugalia | Sportska dvorana Ramiz Salčin Mojmilo, Sarajewo Widzów: 1 000 Sędzia: Leandersson, Lindroos |
| 3 listopada 201317:00 |                      | 31:29(13:14) |            | Sportska dvorana Ramiz Salčin Mojmilo, Sarajewo Widzów: 1 000 Sędzia: Leandersson, Lindroos |

| 2 stycznia 201417:00 | Bośnia i Hercegowina | 27:26(17:11) | Łotwa | Gradska sportska dvorana, Vitez Widzów: 2 000 Sędzia: Baďura, Ondogrecula |
| 2 stycznia 201417:00 |                      | 27:26(17:11) |       | Gradska sportska dvorana, Vitez Widzów: 2 000 Sędzia: Baďura, Ondogrecula |

| 2 stycznia 201420:00 | Estonia | 17:25(10:9) | Portugalia | Mesikäpa Hall, Põlva Widzów: 800 Sędzia: Baumgart, Wild |
| 2 stycznia 201420:00 |         | 17:25(10:9) |            | Mesikäpa Hall, Põlva Widzów: 800 Sędzia: Baumgart, Wild |

| 5 stycznia 201415:00 | Portugalia | 35:27(20:11) | Estonia | Pavilhão Municipal das Travessas, São João da Madeira Widzów: 3 500 Sędzia: Cabrejas, Sánchez |
| 5 stycznia 201415:00 |            | 35:27(20:11) |         | Pavilhão Municipal das Travessas, São João da Madeira Widzów: 3 500 Sędzia: Cabrejas, Sánchez |

| 5 stycznia 201415:05 | Łotwa | 21:23(10:13) | Bośnia i Hercegowina | Dobeles sporta centrā, Dobele Widzów: 1 200 Sędzia: Mata, Lopéz |
| 5 stycznia 201415:05 |       | 21:23(10:13) |                      | Dobeles sporta centrā, Dobele Widzów: 1 200 Sędzia: Mata, Lopéz |

| 8 stycznia 201417:00 | Bośnia i Hercegowina | 28:26(15:9) | Estonia | Gradska sportska dvorana, Vitez Widzów: 2 000 Sędzia: Herczeg, Südi |
| 8 stycznia 201417:00 |                      | 28:26(15:9) |         | Gradska sportska dvorana, Vitez Widzów: 2 000 Sędzia: Herczeg, Südi |

| 8 stycznia 201419:05 | Łotwa | 24:26(13:8) | Portugalia | Dobeles sporta centrā, Dobele Widzów: 1 000 Sędzia: Sager, Styger |
| 8 stycznia 201419:05 |       | 24:26(13:8) |            | Dobeles sporta centrā, Dobele Widzów: 1 000 Sędzia: Sager, Styger |

| 11 stycznia 201416:00 | Estonia | 32:30(13:14) | Łotwa | Mesikäpa Hall, Põlva Widzów: 400 Sędzia: Guðjónsson, Samuelsen |
| 11 stycznia 201416:00 |         | 32:30(13:14) |       | Mesikäpa Hall, Põlva Widzów: 400 Sędzia: Guðjónsson, Samuelsen |

| 12 stycznia 201415:00 | Portugalia | 27:26(14:13) | Bośnia i Hercegowina | Parque Desportivo Municipal, Mafra Widzów: 2 000 Sędzia: Erdoğan, Özdeniz |
| 12 stycznia 201415:00 |            | 27:26(14:13) |                      | Parque Desportivo Municipal, Mafra Widzów: 2 000 Sędzia: Erdoğan, Özdeniz |

Awans do kolejnej rundy uzyskały Słowenia, Grecja, Litwa, Rumunia oraz Bośnia i Hercegowina.

### Mistrzostwa Europy w Piłce Ręcznej Mężczyzn 2014
Kwalifikację na mistrzostwa świata uzyskały trzy najlepsze, prócz mającej zapewniony awans Hiszpanii, drużyny Mistrzostw Europy 2014, które odbyły się w dniach 12-26 stycznia 2014 roku. Wśród najlepszej czwórki mistrzostw znalazła się Hiszpania, toteż awans uzyskali pozostali trzej półfinaliści – Chorwacja, Dania i Francja.

### Europejski turniej eliminacyjny – faza play-off
W tej fazie rozgrywek wzięło udział osiemnaście reprezentacji narodowych – dwanaście drużyn uczestniczących w mistrzostwach kontynentu, które dotychczas nie uzyskały awansu, oraz Niemcy i pięciu zwycięzców grup w fazie grupowej. Losowanie odbyło się 26 stycznia 2014 roku w Herning i wyłoniło dziewięć par, które zmierzyły się w dwumeczach w dniach 7-15 czerwca 2014 roku.
| Drużyna 1                            | Wynik dwumeczu | Drużyna 2          | Pierwszy mecz | Drugi mecz |
| ------------------------------------ | -------------- | ------------------ | ------------- | ---------- |
| Polska                               | 54:52          | Niemcy             | 25:24         | 29:28      |
| Rumunia                              | 45:52          | Szwecja            | 24:25         | 21:27      |
| Rosja                                | 63:44          | Litwa              | 30:22         | 33:22      |
| Grecja                               | 48:62          | Macedonia Północna | 25:27         | 23:35      |
| Austria                              | 56:54          | Norwegia           | 28:26         | 28:28      |
| Bośnia i Hercegowina                 | 62:61          | Islandia           | 33:32         | 29:29      |
| Serbia                               | 44:48          | Czechy             | 23:15         | 21:33      |
| Węgry                                | 51:54          | Słowenia           | 25:22         | 26:32      |
| Czarnogóra                           | 52:57          | Białoruś           | 28:27         | 24:30      |
| Po lewej gospodarz pierwszego meczu. |                |                    |               |            |

#### Mecz 1
| 7 czerwca 201416:45 | Polska | 25:24(9:12) | Niemcy | Ergo Arena, Gdańsk Widzów: 10 731 Sędzia: Horáček, Novotný |
| 7 czerwca 201416:45 |        | 25:24(9:12) |        | Ergo Arena, Gdańsk Widzów: 10 731 Sędzia: Horáček, Novotný |

| 7 czerwca 201418:00 | Rumunia | 24:25(9:8) | Szwecja | Sala Polivalentă Dinamo, Bukareszt Widzów: 1 800 Sędzia: Nikolov, Nachevski |
| 7 czerwca 201418:00 |         | 24:25(9:8) |         | Sala Polivalentă Dinamo, Bukareszt Widzów: 1 800 Sędzia: Nikolov, Nachevski |

| 7 czerwca 201418:00 | Rosja | 30:22(14:11) | Litwa | Sportowy kompleks im. W.P. Suchariewa, Perm Widzów: 1 500 Sędzia: Pavićević, Ražnatović |
| 7 czerwca 201418:00 |       | 30:22(14:11) |       | Sportowy kompleks im. W.P. Suchariewa, Perm Widzów: 1 500 Sędzia: Pavićević, Ražnatović |

| 7 czerwca 201419:00 | Grecja | 25:27(12:13) | Macedonia Północna | Liossion Indoor Arena, Ateny Widzów: 1 500 Sędzia: Geipel, Helbig |
| 7 czerwca 201419:00 |        | 25:27(12:13) |                    | Liossion Indoor Arena, Ateny Widzów: 1 500 Sędzia: Geipel, Helbig |

| 7 czerwca 201419:45 | Austria | 28:26(15:16) | Norwegia | Albert-Schultz-Eishalle, Wiedeń Widzów: 5 000 Sędzia: Gubica, Milošević |
| 7 czerwca 201419:45 |         | 28:26(15:16) |          | Albert-Schultz-Eishalle, Wiedeń Widzów: 5 000 Sędzia: Gubica, Milošević |

| 7 czerwca 201420:15 | Bośnia i Hercegowina | 33:32(14:17) | Islandia | Dvorana Mirza Delibašić, Sarajewo Widzów: 3 250 Sędzia: Dinu, Din |
| 7 czerwca 201420:15 |                      | 33:32(14:17) |          | Dvorana Mirza Delibašić, Sarajewo Widzów: 3 250 Sędzia: Dinu, Din |

| 7 czerwca 201421:00 | Serbia | 23:15(13:6) | Czechy | Čair Sports Center, Nisz Widzów: 3 200 Sędzia: Zotin, Volodkov |
| 7 czerwca 201421:00 |        | 23:15(13:6) |        | Čair Sports Center, Nisz Widzów: 3 200 Sędzia: Zotin, Volodkov |

| 8 czerwca 201414:30 | Węgry | 25:22(16:15) | Słowenia | Veszprém Aréna, Veszprém Widzów: 5 019 Sędzia: Stoļarovs, Līcis |
| 8 czerwca 201414:30 |       | 25:22(16:15) |          | Veszprém Aréna, Veszprém Widzów: 5 019 Sędzia: Stoļarovs, Līcis |

| 8 czerwca 201420:00 | Czarnogóra | 28:27(10:14) | Białoruś | Sportski centar Morača, Podgorica Widzów: 2 300 Sędzia: Brunovský, Čanda |
| 8 czerwca 201420:00 |            | 28:27(10:14) |          | Sportski centar Morača, Podgorica Widzów: 2 300 Sędzia: Brunovský, Čanda |

#### Mecz 2
| 14 czerwca 201413:50 | Czechy | 33:21(18:8) | Serbia | Městská sportovní hala Vodova, Brno Widzów: 2 700 Sędzia: Dentz, Reibel |
| 14 czerwca 201413:50 |        | 33:21(18:8) |        | Městská sportovní hala Vodova, Brno Widzów: 2 700 Sędzia: Dentz, Reibel |

| 14 czerwca 201415:00 | Norwegia | 28:28(13:17) | Austria | Sotra Arena, Bergen Widzów: 2 500 Sędzia: Krstić, Ljubić |
| 14 czerwca 201415:00 |          | 28:28(13:17) |         | Sotra Arena, Bergen Widzów: 2 500 Sędzia: Krstić, Ljubić |

| 14 czerwca 201415:15 | Niemcy | 28:29(14:10) | Polska | GETEC Arena, Magdeburg Widzów: 6 579 Sędzia: Elíasson, Pálsson |
| 14 czerwca 201415:15 |        | 28:29(14:10) |        | GETEC Arena, Magdeburg Widzów: 6 579 Sędzia: Elíasson, Pálsson |

| 14 czerwca 201416:00 | Litwa | 22:33(13:13) | Rosja | Žalgiris Arena, Kowno Widzów: 2 105 Sędzia: Caçador, Nicolau |
| 14 czerwca 201416:00 |       | 22:33(13:13) |       | Žalgiris Arena, Kowno Widzów: 2 105 Sędzia: Caçador, Nicolau |

| 15 czerwca 201415:15 | Szwecja | 27:21(15:7) | Rumunia | Scandinavium, Göteborg Widzów: 5 500 Sędzia: Lorente, Serradilla |
| 15 czerwca 201415:15 |         | 27:21(15:7) |         | Scandinavium, Göteborg Widzów: 5 500 Sędzia: Lorente, Serradilla |

| 15 czerwca 201417:00 | Słowenia | 32:26(13:16) | Węgry | Rdeča dvorana, Velenje Widzów: 2 100 Sędzia: Kurtagic, Wetterwik |
| 15 czerwca 201417:00 |          | 32:26(13:16) |       | Rdeča dvorana, Velenje Widzów: 2 100 Sędzia: Kurtagic, Wetterwik |

| 15 czerwca 201417:30 | Islandia | 29:29(10:15) | Bośnia i Hercegowina | Laugardalshöllin, Reykjavík Widzów: 2 800 Sędzia: Dobrovits, Tájok |
| 15 czerwca 201417:30 |          | 29:29(10:15) |                      | Laugardalshöllin, Reykjavík Widzów: 2 800 Sędzia: Dobrovits, Tájok |

| 15 czerwca 201418:00 | Białoruś | 30:24(16:9) | Czarnogóra | Mińsk Arena, Mińsk Widzów: 7 281 Sędzia: Stark, Ștefan |
| 15 czerwca 201418:00 |          | 30:24(16:9) |            | Mińsk Arena, Mińsk Widzów: 7 281 Sędzia: Stark, Ștefan |

| 15 czerwca 201420:00 | Macedonia Północna | 35:23(19:9) | Grecja | Centrum sportowe „Boris Trajkowski”, Skopje Widzów: 6 963 Sędzia: Horáček, Novotný |
| 15 czerwca 201420:00 |                    | 35:23(19:9) |        | Centrum sportowe „Boris Trajkowski”, Skopje Widzów: 6 963 Sędzia: Horáček, Novotný |

## Afryka
Turniejem kwalifikacyjnym w Afryce były mistrzostwa tego kontynentu, które odbyły się w dniach 16-25 stycznia 2014 roku. Awans na mistrzostwa świata uzyskali jego medaliści: Algieria, Tunezja i Egipt.

## Azja
Turniejem kwalifikacyjnym w Azji były dwunastozespołowe mistrzostwa tego kontynentu, które odbyły się w dniach 25 stycznia – 6 lutego 2014 roku. Pierwszy tytuł w historii zdobyli Katarczycy, awans na mistrzostwa świata uzyskali natomiast pozostali trzej półfinaliści: Bahrajn, Iran oraz Zjednoczone Emiraty Arabskie.

## Ameryka
Turniejem kwalifikacyjnym w Ameryce były ośmiozespołowe mistrzostwa tego kontynentu, które odbyły się w dniach 23-29 czerwca 2014 roku. Awans na mistrzostwa świata uzyskali jego medaliści: Argentyna, Brazylia i Chile.

## Oceania
Awans na mistrzostwa świata uzyskał zwycięzca Pucharu Narodów Oceanii, który odbył się w Auckland pod koniec kwietnia 2014 roku, a zgłoszenia chętnych zespołów przyjmowane były do końca stycznia. W dwumeczu pomiędzy Nową Zelandią i Australią lepsi okazali się goście.